# وست فری‌هولد (نیوجرسی)
وست فری‌هولد (به انگلیسی: West Freehold) یک منطقهٔ مسکونی در ایالات متحده آمریکا است که در فریهولد، نیوجرسی واقع شده‌است. وست فری‌هولد ۱۵٫۳۵۰ کیلومتر مربع مساحت و ۱۳٬۶۱۳ نفر جمعیت دارد و ۴۳ متر بالاتر از سطح دریا واقع شده‌است.